# تاکومی ساساکی
تاکومی ساساکی (انگلیسی: Takumi Sasaki؛ زادهٔ ۳۰ مارس ۱۹۹۸) بازیکن فوتبال اهل ژاپن است.